# Rick Martin
Richard Lionel „Rick“ Martin (* 26. Juli 1951 in Verdun, Québec; † 13. März 2011 in Clarence, New York, USA) war ein kanadischer Eishockeyspieler, der im Verlauf seiner aktiven Karriere zwischen 1968 und 1981 unter anderem 748 Spiele für die Buffalo Sabres und Los Angeles Kings in der National Hockey League (NHL) auf der Position des linken Flügelstürmers bestritten hat. Bekanntheit erlangte er, da er mit Gilbert Perreault und René Robert eine der beeindruckendsten Offensivreihen der Sabres in deren Geschichte formte – The French Connection.

## Karriere
Martin wurde während des NHL Amateur Draft 1971 an fünfter Stelle von den Buffalo Sabres aus der National Hockey League (NHL) gedraftet. Vorher hatte er in der Ligue de hockey junior du Québec (LHJQ) für die Thetford Mines Canadiens gespielt, bevor er zu den Canadien junior de Montréal in die Ontario Hockey Association (OHA) wechselte. In seinem ersten Jahr in Montréal erzielte Martin 22 Tore und gewann mit seinem Team den Memorial Cup. Zwei Jahre später schoss er 71 Tore für die Canadiens, wurde gedraftet und in das First All-Star Team der OHA gewählt.
In seinem ersten Jahr bei den Sabres übertraf er den Rekord seines Sturmpartners Gilbert Perreault, indem er 44 Tore in seiner Rookiesaison erzielte. Zusammen mit seinen 30 Torvorlagen stellte er durch seine 74 Punkte einen Franchise-Rekord für Rookies auf. In der Saison 1973/74 erreichte Martin die Marke von 52 Toren, aber die Sabres verpassten trotzdem die Playoffs, auch weil Gilbert Perreault mit gebrochenem Bein die zweite Hälfte der Spielzeit aussetzen musste. Anders lief es in der nächsten Saison. Mit Perreault und wieder erzielten 52 Toren durch Martin, erreichten die Sabres die Finalserie der Stanley-Cup-Playoffs 1975. Martin erzielte weitere 15 Punkte in den Playoffs.
Am 8. November 1980 nahm seine Karriere als aktiver Sportler eine Wende. In einem Spiel gegen die Washington Capitals im Buffalo Memorial Auditorium sprintete Martin auf das Tor der Capitals zu, als Stürmer Ryan Walter ihm ein Bein stellte, aber keine Strafe angezeigt wurde. Der Torwart der Capitals, Mike Palmateer, war schon weit aus dem Torraum heraus und brachte Martin endgültig zu Fall, indem er gegen dessen Knie trat und einen Knorpelschaden verursachte, der letztlich das Karriereende für Martin bedeuten sollte. Martin wurde im März 1981 in Toronto operiert und von Scotty Bowman, dem damaligen Manager der Sabres, zusammen mit Don Luce zu den Los Angeles Kings transferiert. Im Gegenzug bekamen die Sabres zwei Draft-Wahlrechte, die genutzt wurden um im NHL Entry Draft 1983 den Torwart Tom Barrasso unter Vertrag zu nehmen. Martin absolvierte insgesamt nur fünf Spiele für die Kings, bevor er nach drei Spielen in der Saison 1981/82 seine Karriere Ende Dezember 1981 beendete. Martin absolvierte insgesamt 685 NHL-Spiele während der regulären Saison, in denen er 384 Tore erzielte und 317 Assists für insgesamt 701 Scorerpunkte beisteuerte. Seine erfolgreichste Saison war die Spielzeit 1974/75, in der er in 68 Spielen 52 Tore schoss und weitere 43 Vorlagen gab. Während seiner NHL-Karriere schoss er in fünf Spielzeiten jeweils mehr als 44 Tore, was seine Torgefährlichkeit unterstreicht.
Seine Rückennummer 7 wird von den Sabres nicht mehr vergeben und in einer Zeremonie am 15. November 1995 unter das Hallendach der damaligen HSBC Arena gehängt, wo es seitdem Seite an Seite mit den Trikots von René Robert und Gilbert Perreault hängt. Am 13. März 2011 erlitt Martin während einer Autofahrt in einem Vorort von Buffalo einen Herzinfarkt und starb noch an der Unfallstelle. Nach seinem Tod ergaben neuropathologische Untersuchungen seines Gehirns, dass er an der neurodegenerativen Krankheit chronisch-traumatische Enzephalopathie (CTE) erkrankt war. CTE wird durch wiederholte Kopfstöße hervorgerufen.

### International
Auf internationaler Ebene vertrat Martin sein Heimatland bei der Summit Series 1972 und dem Canada Cup 1976. Bei der Summit Series fungierte er als Reservespieler und kam in den Duellen gegen die UdSSR zu keinen Einsätzen. Vier Jahre später bestritt er im Rahmen des ersten Canada Cups vier Partien. Er erzielte drei Tore und bereitete zwei weitere vor. Am Ende gewann er mit den Kanadiern die Goldmedaille.

## Erfolge und Auszeichnungen
| - 1968 LHJQ First All-Star Team - 1969 J.-Ross-Robertson-Cup-Gewinn mit den Canadien junior de Montréal - 1969 Memorial-Cup-Gewinn mit den Canadien junior de Montréal - 1970 J.-Ross-Robertson-Cup-Gewinn mit den Canadien junior de Montréal - 1970 Memorial-Cup-Gewinn mit den Canadien junior de Montréal - 1971 OHA First All-Star Team - 1972 Teilnahme am NHL All-Star Game - 1973 Teilnahme am NHL All-Star Game - 1974 Teilnahme am NHL All-Star Game - 1974 NHL First All-Star Team | - 1975 Teilnahme am NHL All-Star Game - 1975 NHL First All-Star Team - 1976 Teilnahme am NHL All-Star Game - 1976 NHL Second All-Star Team - 1977 Teilnahme am NHL All-Star Game - 1977 NHL All-Star Game MVP - 1977 NHL Second All-Star Team - 1978 Teilnahme am NHL All-Star Game - 1992 Aufnahme in die Greater Buffalo Sports Hall of Fame - 1995 Sperrung der Trikotnummer 7 durch die Buffalo Sabres |

### International
- 1976 Goldmedaille beim Canada Cup

## Karrierestatistik

### International
Vertrat Kanada bei:
- Summit Series 1972
- Canada Cup 1976

(Legende zur Spielerstatistik: Sp oder GP = absolvierte Spiele; T oder G = erzielte Tore; V oder A = erzielte Assists; Pkt oder Pts = erzielte Scorerpunkte; SM oder PIM = erhaltene Strafminuten; +/− = Plus/Minus-Bilanz; PP = erzielte Überzahltore; SH = erzielte Unterzahltore; GW = erzielte Siegtore; 1 Play-downs/Relegation; Kursiv: Statistik nicht vollständig)